# Église Saint-Paul de Dijon
L’église Saint-Paul de Dijon est une église paroissiale catholique, érigée en 1911-1912, au 55 rue Clément-Janin, à Dijon, en Côte-d'Or. Elle figure à l'IGPC depuis 2008.

## Histoire
L'érection de l'église Saint-Paul de Dijon est due à la veuve de Pierre Degrenand, riche banquier dijonnais, qui visitant les indigents du quartier des Poussots, constituant à l'époque la banlieue sud de Dijon, déplore la difficulté de pratiquer la religion catholique, notamment en raison de l'absence d'une église, et fait un don de 100 000 francs pour combler ce manque. L’industriel Lucien Richard, directeur de la biscuiterie Pernot, qui habitait le quartier, villa Bois fleuri, a également apporté son soutien financier.
Les plans sont confiés à Charles Javelle, architecte dijonnais, la première pierre de l'édifice est posée le 9 avril 1911, dimanche des Rameaux, par Mgr Pierre Dadolle, évêque de Dijon, et la construction, supervisée par l'abbé Maurice Chevallier, curé de l'église Saint-Pierre de Dijon et bâtisseur de l'église du Sacré-Cœur de Tart-le-Haut (1891), est livrée à la fin de l'été suivant.
L'édifice accueille les premiers fidèles le 1er septembre 1912, et est consacrée le 30 octobre 1913, par Mgr Jacques Monestès, évêque de Dijon. Elle devient le siège d'une paroisse, confiée à l'abbé Maurice Chevalier.
L'église et la paroisse sont placées sous le patronage de Saint Paul. Ce choix s'explique d'abord par un  complément fraternel de celles voisines, sous le vocable de Saint Pierre, et ensuite par leur localisation, à l'extérieur de la ville historique, honorant l'expression « hors les murs », attribuée à l'apôtre Paul.
L'édifice figure à l'IGPC depuis le 18 avril 2008.
Depuis le 1er septembre 2012, Saint-Paul constitue l'une des deux églises de la paroisse Saint Paul-Sainte Jeanne d'Arc, née de la fusion des deux paroisses.

## Cloches
Le clocher de l'église Saint-Paul est composé de 5 cloches :
Les deux plus anciennes datent sont :
- Jeanne-Marguerite, surnommée « le Grelot » pour sa voix claire et aiguë, qui fut la première cloche du lieu de culte dès l'inauguration en 1912.
- Benedicta, provenant de l'Abbaye du Val des Choues, fut installée en septembre 1913.

Les trois autres, provenant de Montargis, furent installées le 16 juillet 1925 avant d'être baptisées le 02 août de la même année :
- Nicole-Denise (253 kg), dont la marraine était Denise Richard, fille de Lucien Richard, directeur de la biscuiterie Pernot.
- Marie-Louise (177 kg), dont la marraine était Marie-Louise Schanosky, fille du sculpteur Xavier Schanosky qui réalisa la Pietà et épouse du marbrier Émile Pouffier qui réalisa le maître-autel.
- Marie-Thérèse (563 kg), la plus importante de toutes.

En 1994, les cloches étant vétustes, des travaux de rénovations furent exécutés par l’Entreprise Bodet.

## Vitraux
L'église Saint-Paul doit ses nouveaux  vitraux au grand maître-verrier Louis Barillet, l’un des plus brillants du XXe siècle .

## Architecture
L'édifice suit un plan basilical. Il est bâti de pierre et se compose de trois nefs, une grande centrale et deux petites latérales, d'un chevet, ainsi que d'un clocher accolé au milieu du bas-côté sud.
La façade principale, à l'ouest, présente une travée, encadrée de contreforts et percée de lancettes, de meurtrières, d'une baie quadrilobée et d'une rosace, et comportant un portail d'entrée encadré de demi-colonnettes, à chapiteaux ornés de feuillage, et surmonté d'un tympan en arc brisé. L'ensemble est dominé par une croix de pierre.
Les façades latérales, au nord et au sud, soutenues par des contreforts, sont percées, au niveau supérieur, d'oculi auxquels correspondent, au niveau inférieur, des lancettes.
Le clocher, au sud, comporte un portail d'entrée encadré de demi-colonnettes à chapiteaux ornés de feuillage et surmonté d'un tympan trilobé, et est percé de doubles baies en arc brisé séparée par des colonnettes semi-engagée. L'ensemble de la tour est couronné par une balustrade trilobée à garde-corps en pierre.
Le chevet est percé de lancettes.
L'édifice est ouvert par un toit de tuiles mécaniques, à deux versants, sur les nefs, et à pans multiples sur le chevet, ainsi que d'un toit d'ardoise à quatre pans, sur le clocher.

## Galerie

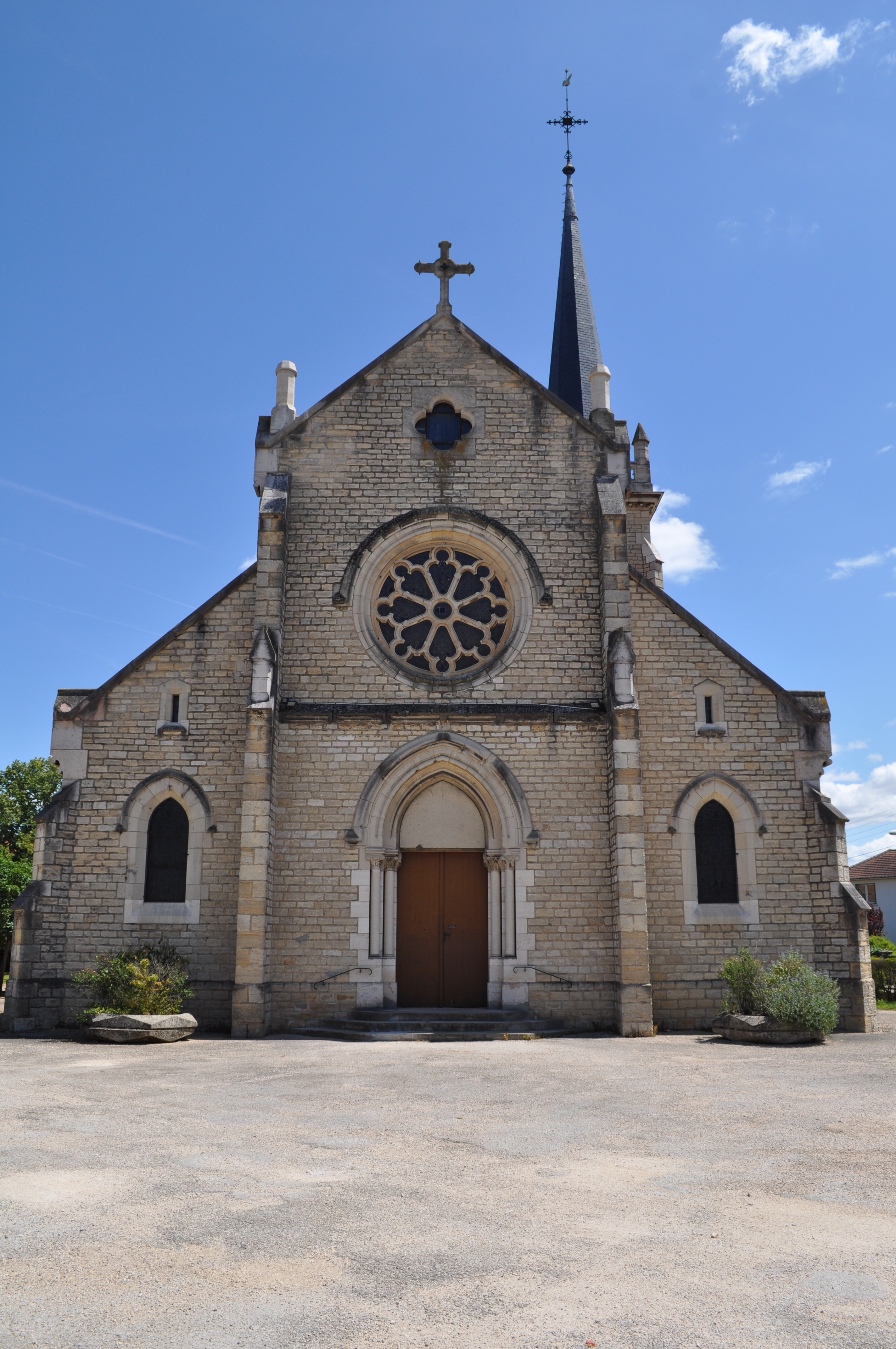
Façade ouest
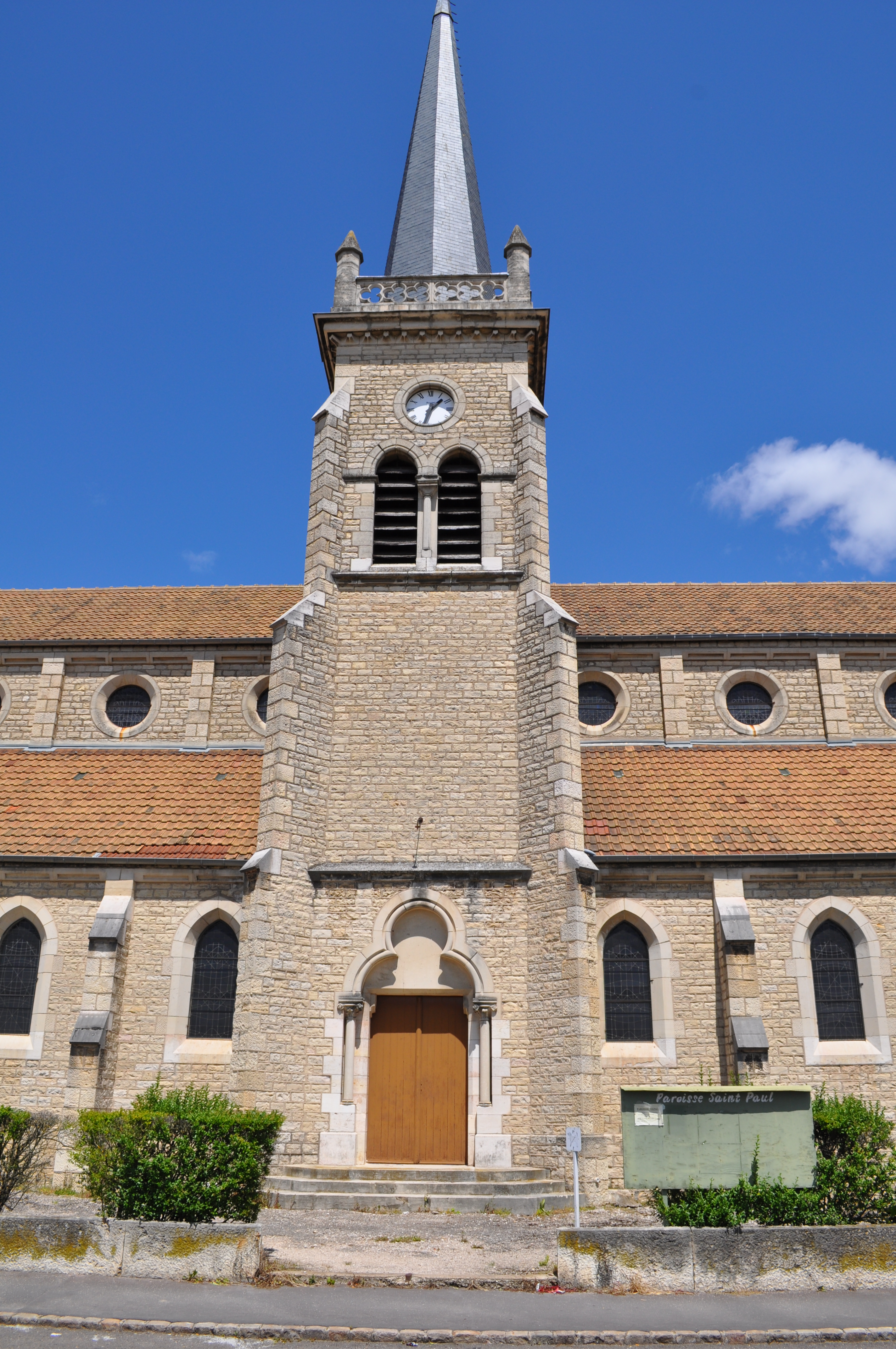
Façade sud

## Liste des curés
- 1912-1948 : Maurice Chevallier
- 1948-1973 : Alfred Ratel
- 1973-1984 : Paul Renaud
- 1984-1989 : Jean-Claude Mourey
- 1989-1996 : Bernard Buisson
- 1996-2006 : Hubert Hoppenot
- 2006-2012 : Richard Fyda[2]
- 2012-2017 : Bruno Dufour (curé de la nouvelle paroisse "Saint Paul - Sainte Jeanne d'Arc")
- 2017-...      : Raphaël Clément (curé de la nouvelle paroisse "Saint Paul - Sainte Jeanne d'Arc")

## Annexe